# Rio Polochic
Rio Polochic é um rio centro-americano da Guatemala.